# UltraSPARC III

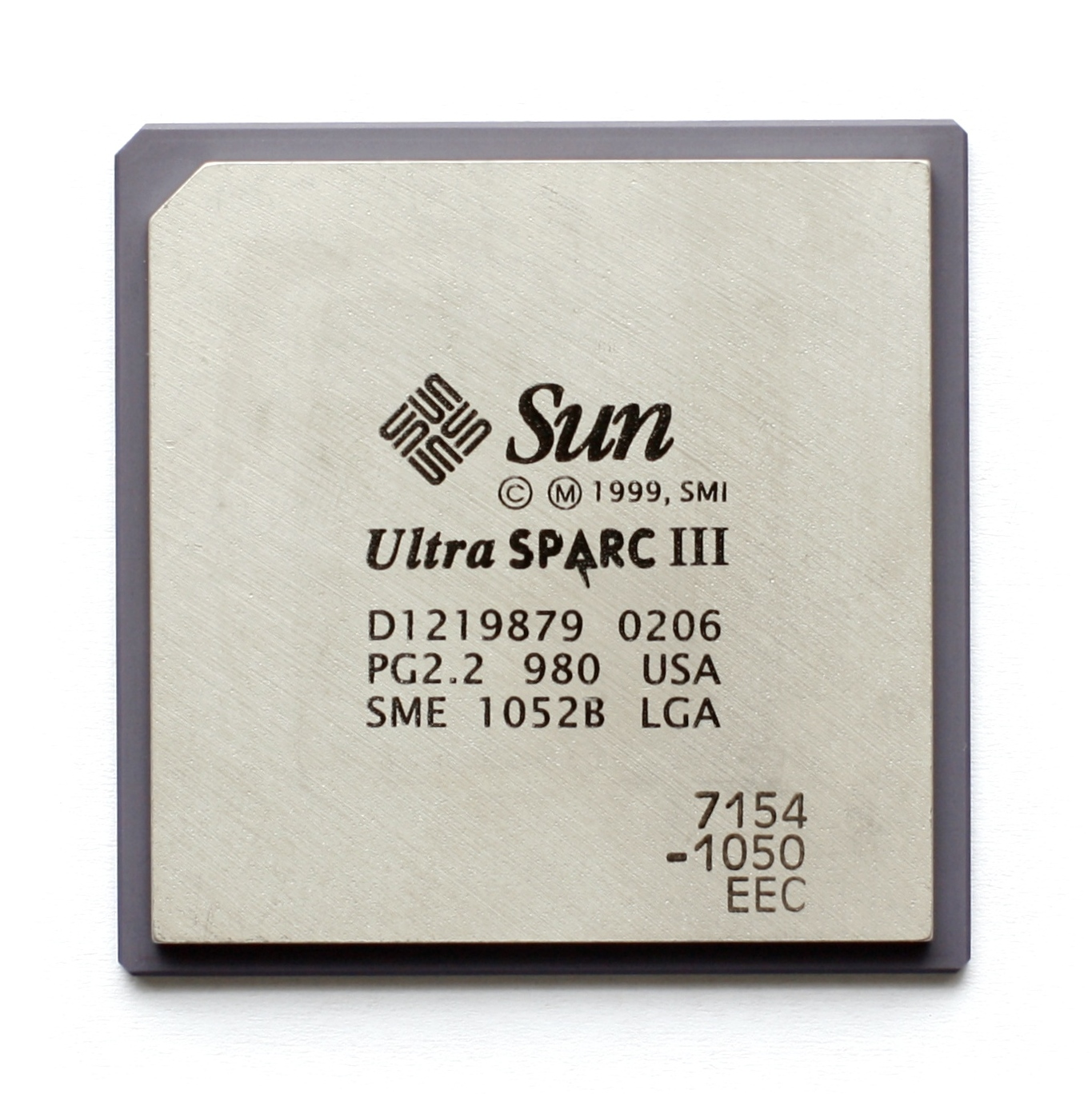
KL SUN UltraSparc 3

UltraSPARC III (кодовое имя «Cheetah») — микропроцессор с системой команд SPARC V9, разработанный Sun Microsystems и произведённый Texas Instruments. Он был представлен в 2001 и работал на частотах от 600 до 900 МГц. В 2004 на его основе был создан новый процессор UltraSPARC IV. Основным разработчиком был Гэри Лаутербах.

## История
На Микропроцессорном форуме в 1997 было объявлено, что UltraSPARC III появится в 1999 и что он будет конкурировать с Alpha 21264 от корпорации DEC и Itanium (Merced) от Intel. Однако выпуск был отложен до 2001 года. Несмотря на это, ему была присуждена награда от Microprocessor Report как лучшему процессору для серверов/рабочих станций за 2001 год за его многопроцессорные качества.

## Описание
UltraSPARC III — это суперскалярный микропроцессор с упорядоченным (in-order) исполнением команд. UltraSPARC III был сконструирован для многопроцессорной работы с разделяемой памятью. Это достигается за счёт интегрированного контроллера памяти и многопроцессорной шины.
Он берёт до четырёх инструкций за цикл из кэша. Раскодированные инструкции посылаются в устройство-диспетчер (dispatch unit) по шесть за раз. Устройство-диспетчер отсылает инструкции подходящим исполнительным блокам в зависимости от типа операции и наличия свободных ресурсов. Исполнительные ресурсы включают в себя два арифметическо-логических устройства (АЛУ), устройство считывания/записи (load/store unit) и два устройства для операций с плавающей точкой. Один из АЛУ может выполнять только простые целочисленные инструкции и загрузку данных. Два устройства с плавающей точкой тоже не равнозначны. Одно может выполнять только простые операции, такие как сложение, тогда как другое выполняет умножение, деление и извлечение квадратного корня.

## Кэш
В UltraSPARC III кэш разделён на кэш для инструкций объёмом 32 Кб и кэш для данных объёмом 64 Кб. Кэш второго уровня (L2) имеет вместимость 8 Мб. Он подсоединяется через специальную 256-битную шину, работающую на частоте 200 МГц, с пиковой пропускной способностью 6,4 Гб/сек. Кэш построен на основе синхронного статического ОЗУ, работающего с частотой до 200 МГц.

## Внешние интерфейсы
Внешние интерфейсы состоят из 128-битной шины данных и 43-битной шины адреса, работающих при 150 МГц. Шина данных используется не для доступа к памяти, а к памяти других микропроцессоров и общих устройств ввода-вывода.

## Физическое строение
UltraSPARC III состоит из 16 миллионов транзисторов, 75 % которых находятся в кэше и тегах. Изначально он производился Texas Instruments по технологии C07a (технология КМОП 0,18 мкм с шести-слойным алюминиевым соединением). В 2001 он был произведён по 0,13 мкм технологии с алюминиевыми соединениями. Это позволило повысить частоту до 750—900 МГц.

## Производные
UltraSPARC был усовершенствован и имел три производных.

### UltraSPARC III Cu
UltraSPARC III Cu («Cheetah+») — дальнейшая разработка на базе UltraSPARC III. Этот процессор работал при более высоких частотах: от 1050 до 1200 МГц. Размер матрицы составил 232 мм². Процессор был произведён по 0,18 мкм КМОП технологии с 7-слойным медным соединением компанией Texas Instruments.

### UltraSPARC IIIi+
UltraSPARC IIIi+ («Serrano») — дальнейшая разработка UltraSPARC IIIi. Предполагалось запустить его во второй половине 2005, однако его производство было отменено в пользу новых процессоров UltraSPARC IV+, UltraSPARC T1 и UltraSPARC T2.